# Трахеоцентез
Трахеоцентез (інколи мікротрахеотомія) — своєрідний вид трахеотомії — черезшкірна пункційна мікротрахеотомія, при якій в трахею шляхом проколу передньої її стінки на шиї вводять тонку трубку для інстиляції лікарських засобів, і/чи відсмоктування вмісту.
Трахеоцентез показаний для систематичного селективного (6-8 раз) введення антибіотиків, ферментів, антисептиків з метою санації трахеобронхіального дерева при нагнійних процесах в легенях.

## Виконання трахеоцентезу
Положення хворого — сидяче з головою відкинутою назад. Пальпують перстнеподібний хрящ і від нього вниз відраховують 2-3 хрящові кільця трахеї. Позначають міжхрящовий проміжок. Після обробки операційного поля в цьому місці проводять місцеву інфільтраційну анестезію. Великим і вказівним пальцями лівої руки фіксують шкіру на трахеї, правою рукою суворо перпендикулярно до шкіри роблять прокол трахеї в міжкільцевому проміжку. Контролем знаходження голки в трахею є потрапляння повітря в шприц (наприклад, з новокаїном) при відтягуванні поршня. Хворому пропонують зробити неглибокі вдихи, під час яких в трахею вводять невелику порцію місцевого анестетика (0,5-1 мл). При перших краплях введеного новокаїну у хворого з’являється кашель, що супроводжується рухами трахеї і може призвести до виходу із стінки трахеї голки. Тому лівою рукою слід утримувати голку в одному положенні. Після припинення кашлю тонку голку витягують, а на її місце вводять голку від системи переливання (2 мм), через яку вільно проходить поліхлорвініловий мікроіригатор довжиною 12-15 см. Через голку в трахею і в напрямку до лівого чи правого бронхів, міняючи напрямок кінчика голки, вводять мікроіригатор. Фіксують його в певному стані, голку витягують. Зовнішній отвір іригатора закривають корком чи загостреним сірником. Іноді перед введенням голки в просвіт трахеї, після проведеного знечулення, шкіру в місці проколу розсікають скальпелем. Далі, через іригатор можна вводити лікувальні середники.

### Доповнення
В клінічній практиці досить часто зустрічаються вади розвитку трахеї, зокрема експіраторний стеноз. Внаслідок недостатнього розвитку хрящових кілець збільшується ширина мембранної частини трахеї, що робить її надзвичайно рухомою і податливою. При глибоких вдихах, через великі коливання задньої стінки, просвіт трахеї звужується, або, навіть, повністю перекривається, що призводить до порушення газообміну в організмі. Для ліквідації експіраторного стенозу роблять пластичні операції, зокрема, задню стінку трахеї укріплюють кістковими пластинками (з ребра, великої гомілкової кістки).